# Jiu
Il Jiu è un fiume che scorre nel sud della Romania.
Nasce nell'area occidentale dei Carpazi Meridionali creando un corridoio tra le catene montuose dei Monti Retezat e Vâlcan.
Dirigendosi verso oriente attraversa il bacino della mineraria Petroșani e da qui volge verso sud in direzione del Danubio dove sfocia dopo 331 km dalla sorgente.
Il Jiu durante il suo percorso, nei pressi della città Târgu Jiu (città capoluogo del distretto di Gorj), forma il Lago Ceauru e raccoglie le acque di numerosissimi altri fiumi i quali nascono tutti in questa aspra zona dei Carpazi Meridionali tra i quali ricordiamo per quelli di sinistra: il Jiu Orientale (anche conosciuto come Jiu transilvanico che scende dai monti Parâng per attraversare le città di Petrila e Petroșani), il Sadu (il quale confluisce nei pressi della città di Bumbești Jiu), Amaràdia (confluendo a Drăguțești) e il Gilort (vicino Țânțăreni). A destra abbiamo: il Șușița, il Jaleș e il Bistrița (che vanno tutti a raccogliersi nel bacino lacustre di Ceauru), il Tismana (confluendo vicino a Rovinari), il Motru e l'Argetoaia (non lontani da Braloștița), e Meretel vicino Craiova (capoluogo del distretto di Dolj).
In latino era conosciuto con il nome di Rabon.